# Lettera di candidatura
Una lettera di candidatura, o lettera di presentazione, è una lettera di introduzione a cui viene solitamente allegato un curriculum vitae.

## Per la ricerca di impiego
Chi è alla ricerca di lavoro, di solito, spedisce una lettera di candidatura ai potenziali datori di lavoro, per dimostrare la propria idoneità alla posizione lavorativa desiderata.
I datori di lavoro utilizzano la lettera di candidatura come strumento per individuare i candidati più adeguati alle varie posizioni. In una lettera di presentazione ben fatta, quindi, dovrebbero essere indicate tutte le proprie esperienze e abilità inerenti alla posizione che si vuole ricoprire, tralasciando tutti gli elementi superflui.
Le lettere di candidatura sono solitamente divise in tre categorie:
- la lettera di candidatura in risposta ad un annuncio;
- la lettera di autocandidatura;
- la lettera di richiesta di informazioni o assistenza nella ricerca di impiego.

## Formati e modelli
In internet si trovano numerosi formati e modelli di lettera di candidatura, tra cui quello realizzabile tramite Europass ("EuroCL", "Euro Cover Letter").
Nel formato di una lettera di presentazione non deve assolutamente mancare dunque un’apertura con un saluto, una breve introduzione di circa un paragrafo, un corpo centrale di circa due o tre paragrafi dove inserire il contenuto più importante e infine una fase di chiusura dove, prima dei saluti è importante indicare la propria disponibilità per essere chiamati ad un colloquio.